# Vladimir Grbić
Vladimir Grbić (em sérvio:  Владимир Грбић; Zrenjanin, 14 de dezembro de 1970) é um ex-jogador de voleibol sérvio que competiu pela Iugoslávia em três edições de Jogos Olímpicos, conquistando uma medalha de ouro e uma de bronze.
Seu irmão Nikola Grbić também é voleibolista e participou de quatro Olimpíadas, três delas ao lado de Vladimir.

## Carreira
Com a equipe nacional de voleibol da então Iugoslávia, Grbić ganhou uma medalha de ouro nos Jogos Olímpicos de 2000, em Sydney, e uma de bronze nos Jogos Olímpicos de 1996, em Atlanta. Entre suas conquistas internacionais ainda incluem um vice-campeonato mundial em 1998 e um título no Campeonato Europeu de 2001.
O Comitê Olímpico Iugoslavo o declarou o melhor esportista do ano de 1996 e 2000 e, em 1999 e 2000 ele recebeu o prêmio Golden Badge, para o melhor atleta da Iugoslávia.
Grbić retirou-se do voleibol profissional em 2009, aos 38 anos de idade, quando jogava no clube turco Fenerbahçe SK. Em 2011 foi incluído no Volleyball Hall of Fame.